# Ellobius talpinus
Ellobius talpinus је врста волухарице.

## Распрострањење
Ареал врсте Ellobius talpinus обухвата Украјину, Казахстан, Туркменистан, Узбекистан и Русију.

## Станиште
Станишта врсте су шуме, травна вегетација, полупустиње и пустиње.

## Начин живота
Број младунаца које женка доноси на свет је обично 2-3.

## Угроженост
Ова врста је наведена као последња брига, јер има широко распрострањење и честа је врста.